# Снігур звичайний
{{#ifeq:0|0|{{#if:|{{#if:Pyrrhulapyrrhula|[[]}}|}}}}
Снігу́р звичайний (Pyrrhula pyrrhula) — птах ряду горобцеподібних, родини в'юркових. В Україні осілий, перелітний, зимуючий. Гніздиться в Карпатах та Поліссі; мігрує і зимує на всій території.

## Зовнішній вигляд
Довжина тіла 15 — 19 см, вага 22 — 33 г. У дорослого птаха верх голови, вуздечка і підборіддя чорні, з металічним полиском; спина і частина верхніх покривних пер крил сірі; поперек білий; щоки і низ тулуба червоні, за винятком білої задньої частини черева і білого підхвістя; вздовж основи другорядних махових пер проходить широка біла смуга; махові і стернові пера чорні; дзьоб чорний; ноги темно-бурі. У дорослого птаха спина сірувато-бура; щоки і низ тулуба бурі. Молодий птах подібний до дорослого, але верх голови, вуздечка, підборіддя і смуги на крилах бурі.

## Спосіб життя

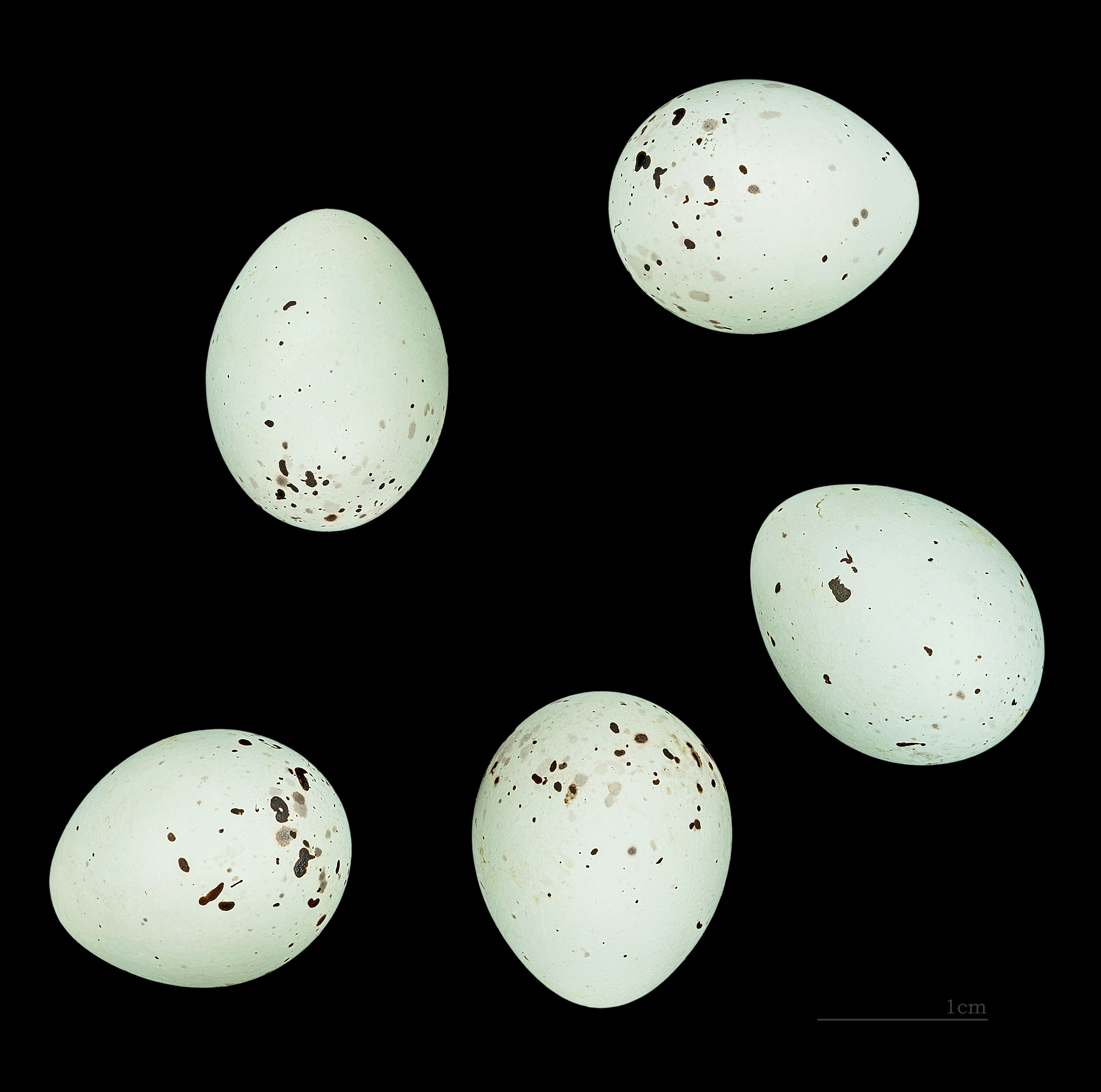
Pyrrhula pyrrhula europoea

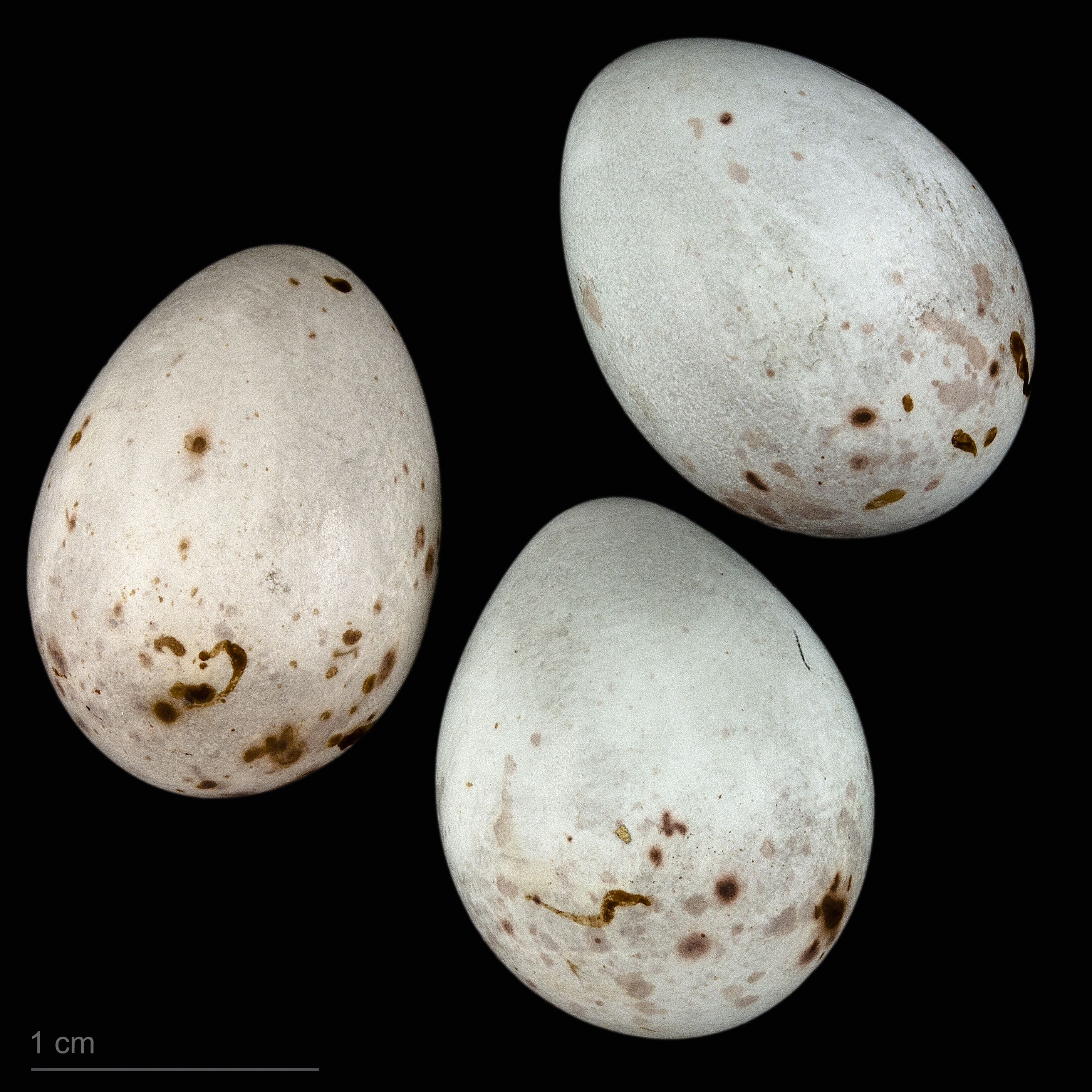
卵 Pyrrhula pyrrhula pileata

Усю осінь і зиму снігурі тримаються зграйками. У гніздовий період — парами. Снігурі розташовують свої гнізда на густих горизонтальних гілках, частіше подалі від стовбура на висоті від 2 до 5 метрів. Будують гнізда із щільно переплетених тонких ялинових гілок та іншого сухого гілля та вистеляють рослинним матеріалом з невеликою кількістю шерсті та пір'я. Гнізда класичні, чашоподібні. Зазвичай кладка становить 4-6 яєць світло-блакитного відтінку з рисками, плямами та крапками темних кольорів. Яйця висиджує тільки самиця упродовж 13-15 днів, а пташенят годують рослинною їжею, і тільки іноді, комахами. За сприятливих умов пара за сезон вигодовує 2 виводки. Покинувши гніздо, молоді птахи утворюють пари, причому нерідко одностатеві, та засвоюють поведінкові навички. Снігурі тримаються парами навіть взимку, коли холод і брак їжі примушує їх збиватися в зграйки.
Майже завжди виявляється, що співає самиця. У снігуриній пісні немає чітко помітних колін, і здається, що ось-ось в меланхолійному наспіві прослизне щось чуже. Але в снігура все своє, дар пересмішника проявляється у нього тільки при утриманні в неволі[джерело?].

## Місця проживання
Снігур живе в лісах з густим підліском, також його можна зустріти в садах і парках міст (особливо під час кочівель). Влітку птах мешкає як у густих лісах, так і в рідколіссях, але помітити його вдається рідко. Взимку зграї снігурів дуже добре помітні, як і окремі пташки на безлистяних деревах на білосніжному тлі. У самців снігурів грудка рожево-червоного кольору, у самок - бурувато-сірого. Снігур належить до переважно осілих птахів, повністю відкочовує на зиму тільки з північної тайги, на кочівлях зустрічається аж до Середньої Азії та Східного Китаю.

## Живлення
Взимку живиться ягодами, бруньками і насінням деревних порід.

## Систематика
- Pyrrhula pyrrhula pyrrhula (Loxia pyrrhula) Linnaeus,1758 - Східноєвропейський або, більш розповсюджена останнім часом і більш точна назва - Євросибірський звичайний снігур (номінативний підвид). Синоніми: P. rubicieilla, Pallas, 1811; P. linnei Malm, 1877; P. coccinea atavica Menzbier, 1883; P. p. (pyrrhula) jenisseiensis Hans Johansen, 1944. Ареал: Північ Європи від Норвегії, на заході - Північна Польща, у Білорусії до 52-ї паралелі, до областей Брянської, Калузької, Рязанської, на сході в європейській частині Росії на південь до 55-ї паралелі, до південного краю Південного Уралу, між Уральським хребтом і долиною Іртиш] до 54-ї паралелі, до Південного Алтая, Танну-Ола, Хамар-Дабана, південної частини Яблуневого хребта, на схід від Яблуневого хребта на південь до 56-ї паралелі. На сході до Верхоянського хребта, на північ у басейнах Лєни та Єнісею до 65-ї паралелі, у Західному Сибіру та на Ямал до 67-ї паралелі, між Уральським хребтом і Білим морем до 66-ї паралелі, на Кольському півострові до Хібін. Лісова та лісостепова зони. Найбільш динамічна форма. Її локальні популяції впливають на формування нових гібридних популяцій і освоюють суміжні біотопи. У Східній Європі поширився на Україні та до Кавказу. З 2005 р. уральська локальна популяція поширюється на північ Європи і в Сибір. Ця форма відома в Західній Європі під назвою "сурмач, що сурмить" (англ. trumpeting) снігур[4].
- Pyrrhula pyrrhula rossikowi Deryugin et Bianchi, 1900 - Кавказький звичайний снігур. Ареал: Великий Кавказ, Малий Кавказ, на північ до північного схилу Великого Кавказу, Талиш і Аджарія в Закавказзі. Вузька смуга на півночі Малої Азії. Відрізняється порівняно дрібними розмірами та яскравішим забарвленням, роздутим дзьобом і коротким хвостом.
- Pyrrhula pyrrhula cassinii (P. coccinea cassini) Baird, 1869 - Камчатський звичайний снігур. Синонім: P. kamtschatica Taczanowski, 1822. Ареал: На схід від Верхоянського хребта до Охотського узбережжя. Камчатка, Парамушир. Міжсезонні зустрічі на Алясці. Зимує в Примор'я. Найбільший підвид. Основна відмінність - часто зустрічаються білі плями на крайніх кермових пір'ях. Оперення самців більш рожевого відтінку. Дорослі самки забарвлені так само, як і самки сірого снігура. Червона пляма на крайньому внутрішньому третьорядному маховому пері іноді відсутня навіть у самців. Перетинається на півдні з ареалом уссурійського снігура.

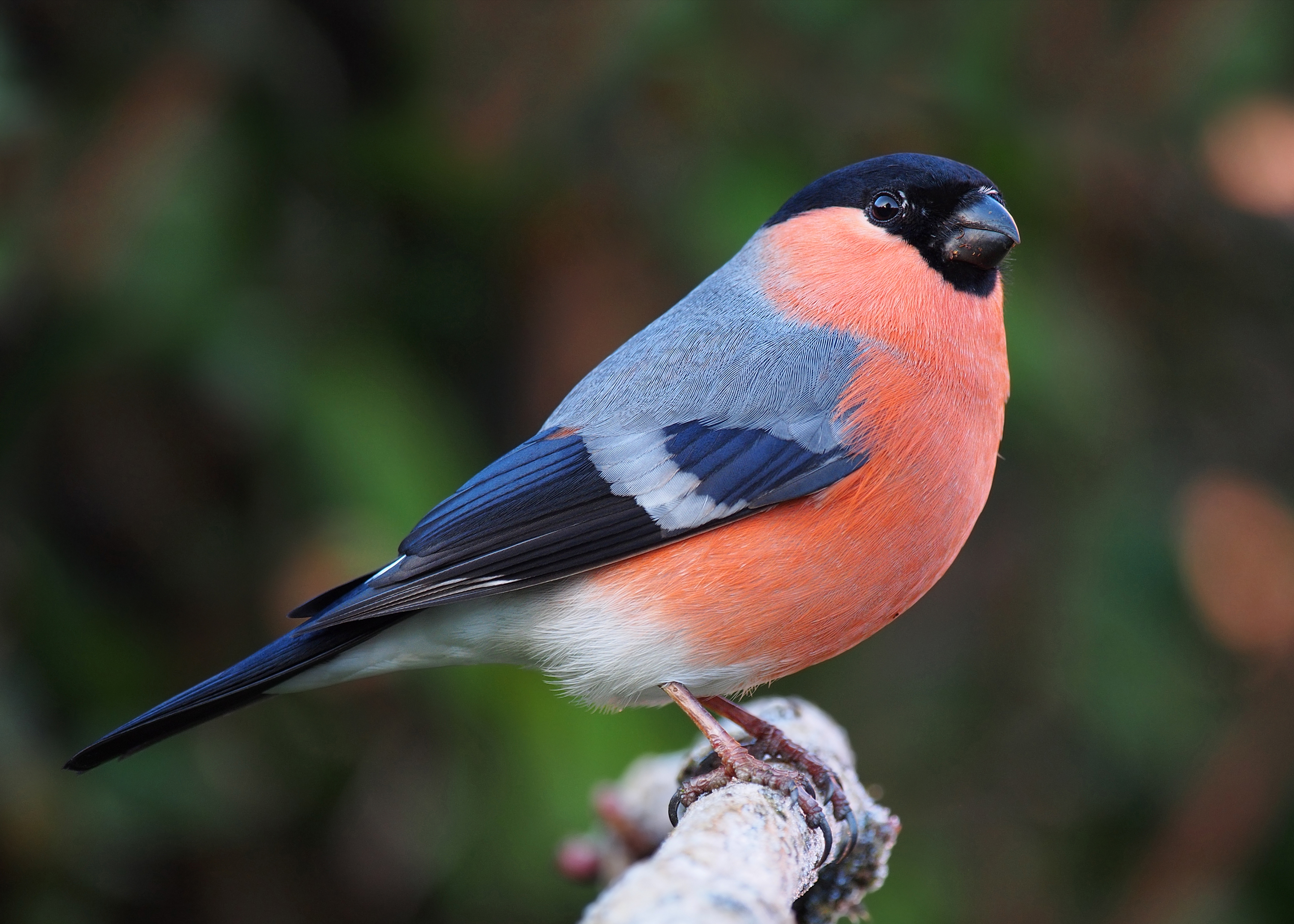
Pyrrhula pyrrhula pileata

- P. pyrrhula iberiae Voous, 1951-1952 - Іспанський звичайний снігур. Ареал: Піренейський півострів.
- P. pyrrhula caspica Witherby, 1908 - Іранський звичайний снігур. Ареал: гори Ельбурс в Північному Ірані .
- P. pyrrhula europea Vieillot, 1816 - Західноєвропейський звичайний снігур. Ареал: Північна половина Італії (без Ломбардії), Східне передгір'я Альп, Західні Татри, Західна Німеччина, Франція. Східні популяції іноді розглядають окремо: P. p. coccinea Gmelin, 1789; однак деякі автори вважають ці популяції гібридними: P. p. europea. p. europea x P. p. pyrrhula.
- P. pyrrhula germanica Brehm, 1831 - Середньоєвропейський звичайний снігур. Синонім: P. p. minor, Brehm, 1885. Ареал: Південна Німеччина, Північно-Східні Альпи, Балкани (і дуже ймовірно Карпати). Ця форма вважається гібридного походження: P. p. germanica = P. p. pyrrhula x P. p. rossicowi. У сучасних зведеннях її взагалі не виділяють. Однак окремі популяції снігурів, що сильно відрізняються від номінативного підвиду, ще продовжують існувати в гірських областях Європи.
- P. pyrrhula pileata MacGillivray, 1837 - Британський звичайний снігур. (Зустрічається дроблення: P. p. nesa Mathews & Iredale - Англійський звичайний снігур; P. p. wardlawi Clancey, 1948 - Шотландський звичайний снігур). Ареал: Британські острови.

## Галерея

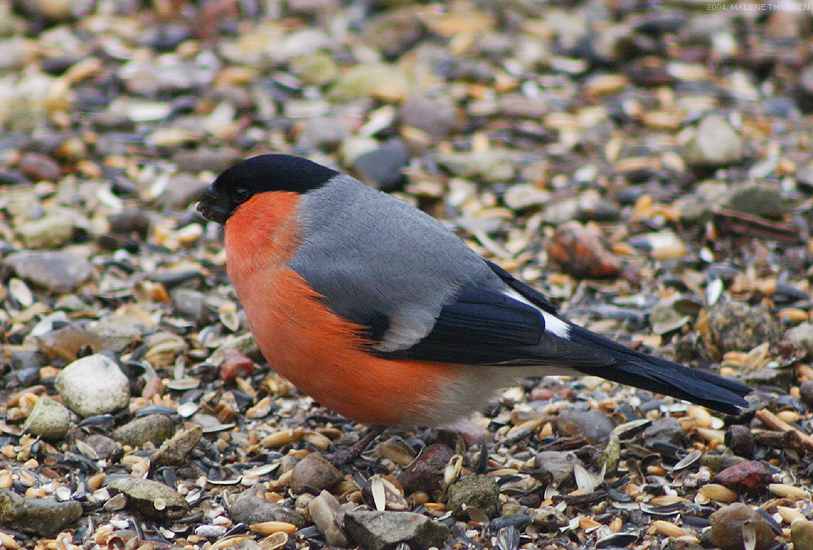
Снігур (Pyrrhula pyrrhula) — самець
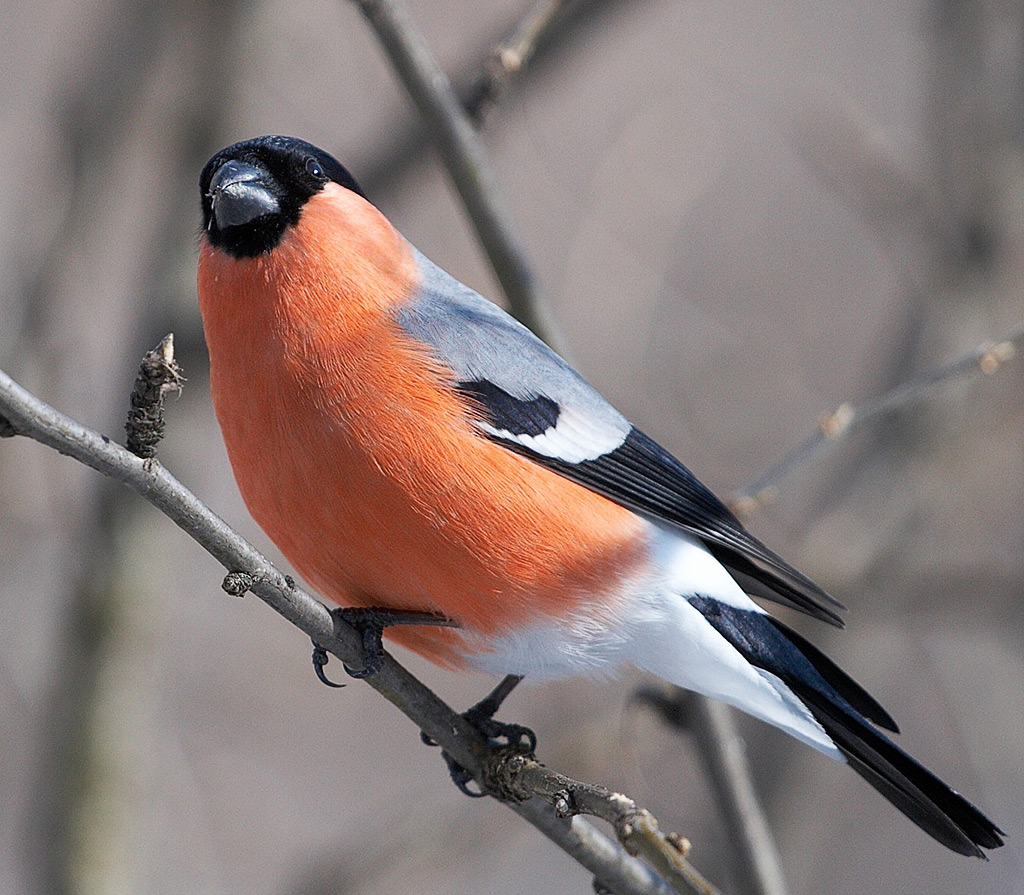
Снігур (Pyrrhula pyrrhula) —самець
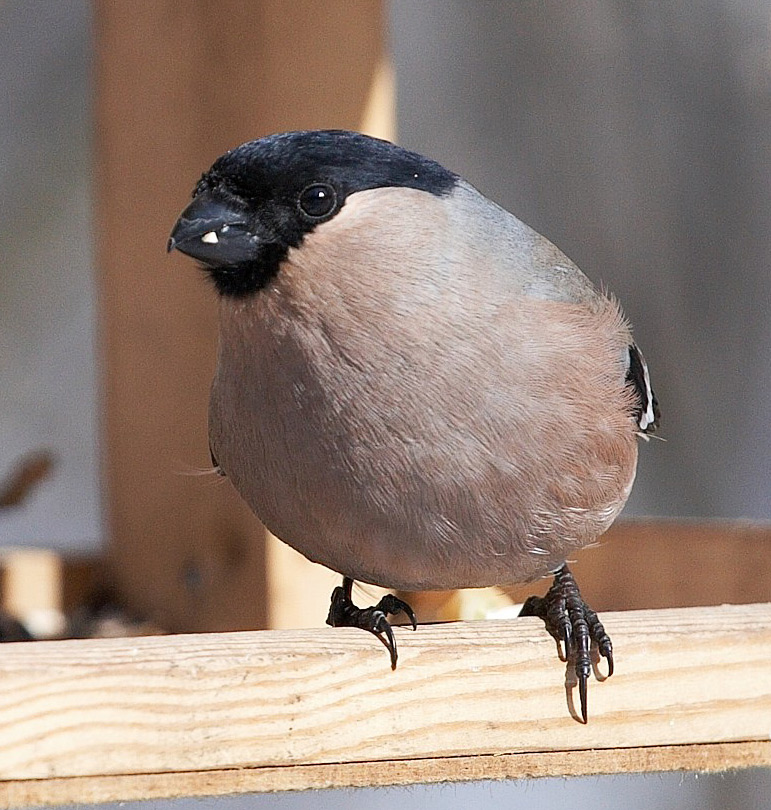
Снігур (Pyrrhula pyrrhula) —самка
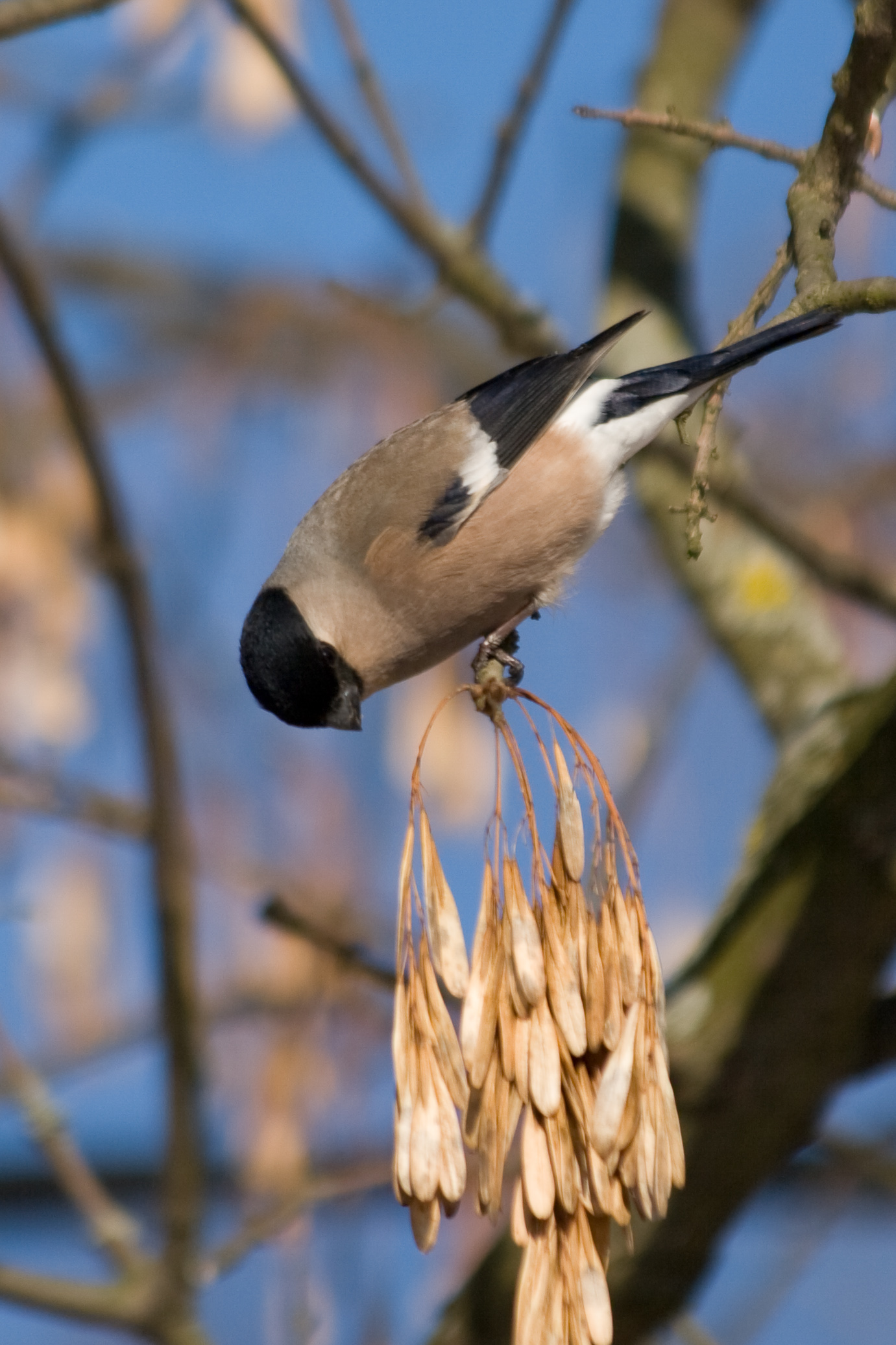
Снігур (Pyrrhula pyrrhula) — самка (живиться плодами ясеня)
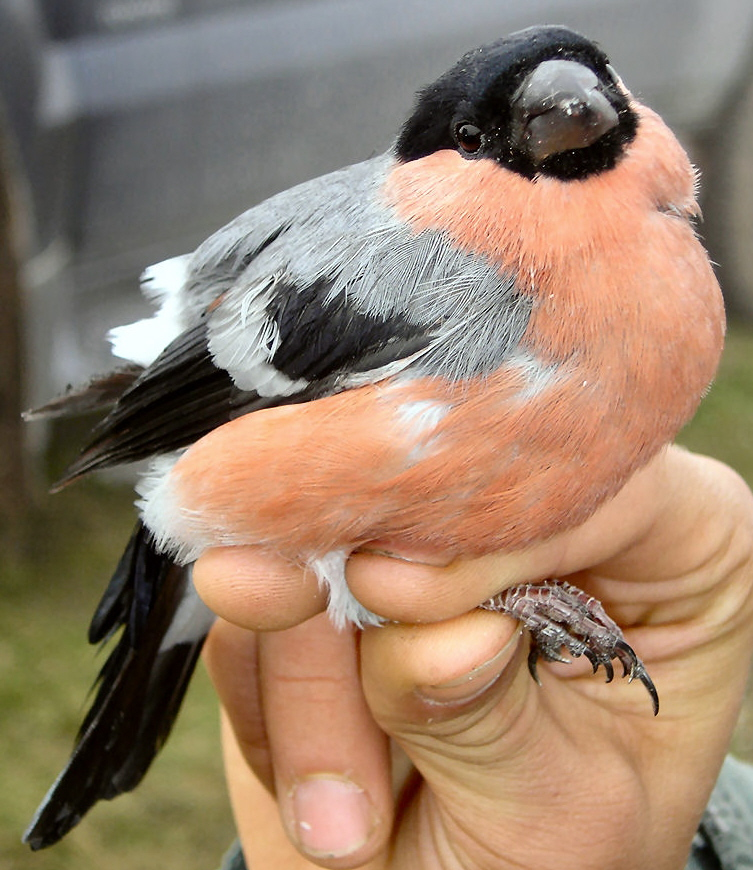
Снігур (Pyrrhula pyrrhula) — молодий птах
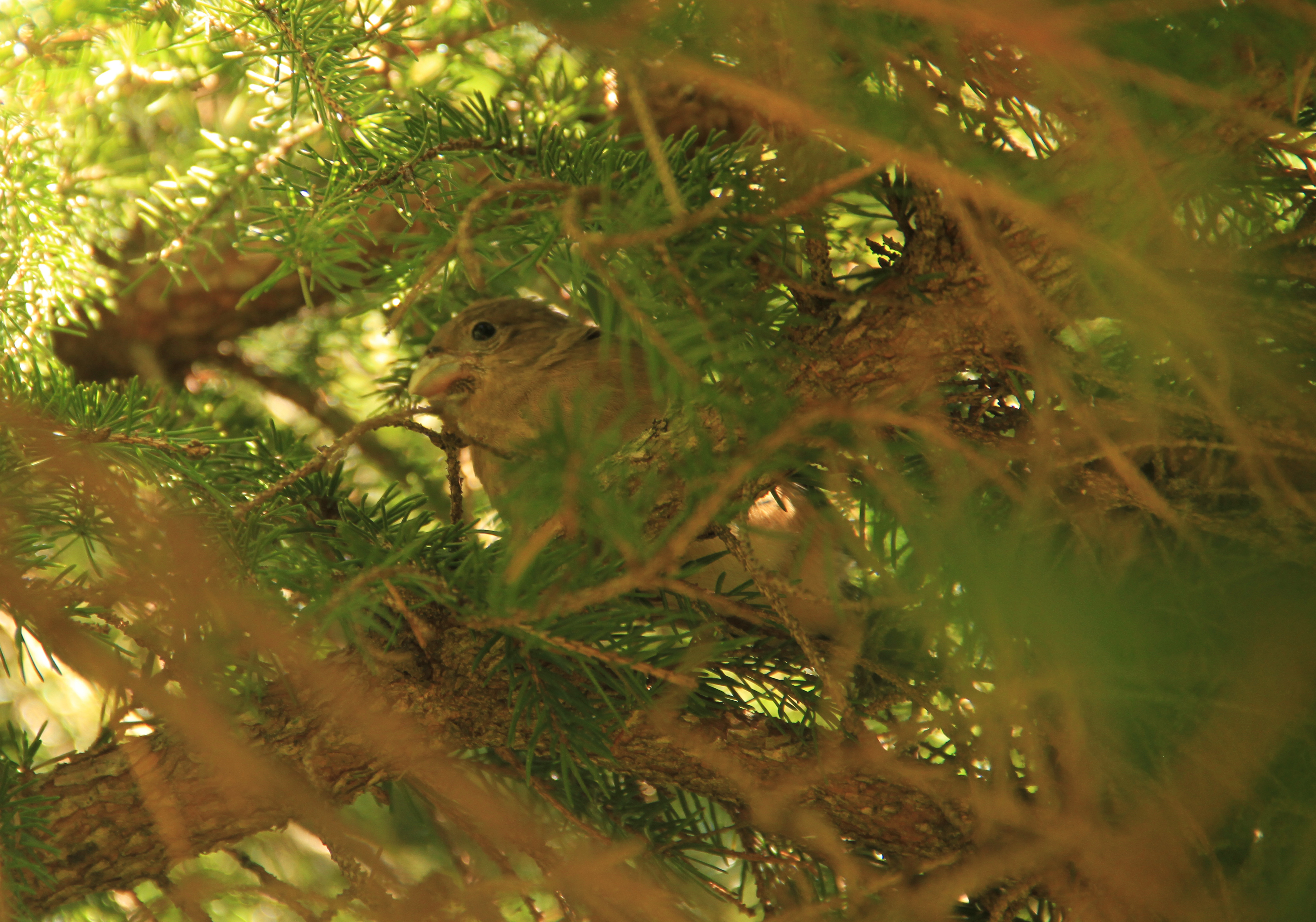
Пташеня снігура. Літо. Карпати - полонина Боревка, Ґорґани
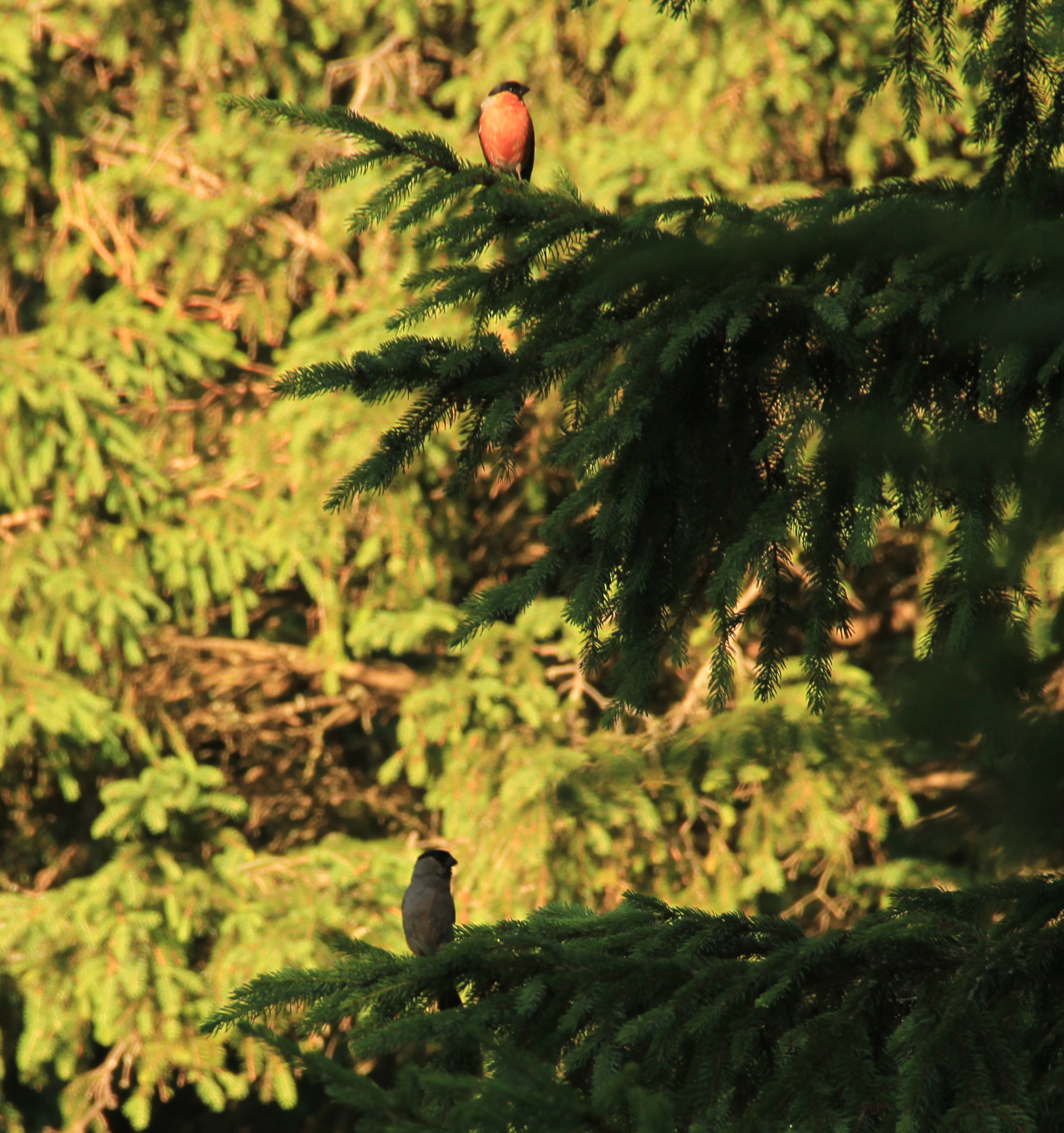
Самка та самиця снігура. Літо. Карпати - полонина Боревка, Ґорґани
- Pyrrhula pyrrhula